# 艾格伯莱特勒拉克
艾格伯莱特勒拉克（法語：Aiguebelette-le-Lac，法語發音：[ɛɡbəlɛt lə lak]），又称艾格布莱特勒拉克，是法国萨瓦省的一个市镇，属于尚贝里区。

## 地理
艾格伯莱特勒拉克（45°32'16"N, 5°48'54"E）面积7.91 平方千米，位于法国奥弗涅-罗讷-阿尔卑斯大区萨瓦省，该省份为法国东部省份，历史上为薩伏依的一部分，北起上萨瓦省，西接伊泽尔省和安省，南部和东部与上阿尔卑斯省和意大利接壤。
与艾格伯莱特勒拉克接壤的市镇（或旧市镇、城区）包括：莱潘勒拉克、楠斯、诺瓦莱斯、圣阿尔邦德蒙贝勒、圣叙尔皮斯、维米讷。

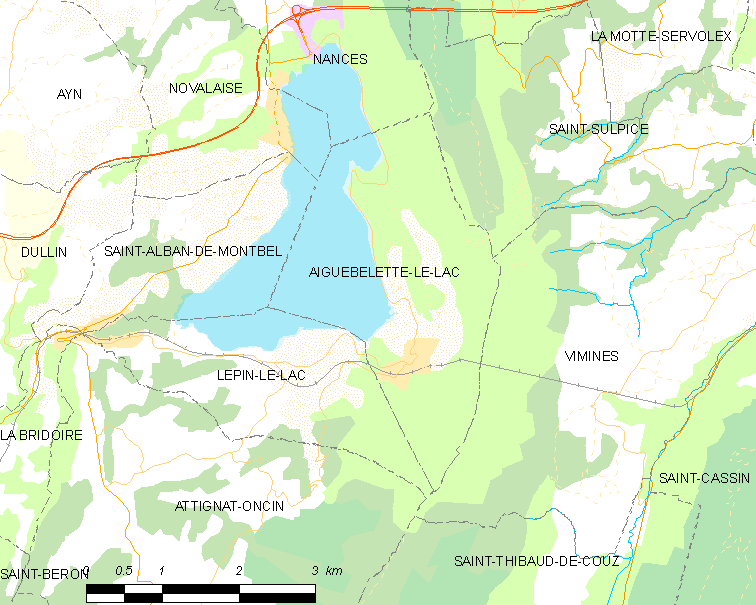
艾格伯莱特勒拉克的OSM定位图

艾格伯莱特勒拉克的时区为UTC+01:00、UTC+02:00（夏令时）。

## 行政
艾格伯莱特勒拉克的邮政编码为73610，INSEE市镇编码为73001。

## 政治
艾格伯莱特勒拉克所属的省级选区为勒蓬德博瓦桑县。

## 人口

1962-2008年间艾格伯莱特勒拉克人口变化图示

艾格伯莱特勒拉克于2022年1月1日时的人口数量为247人。